# Lavínia Vlasak
Lavínia Gutmann Vlasak (n. 14 iunie 1976) este o actriță braziliană.

## Filmografie

### Televiziune
| Anul | Titlu                             | Rol                      |
| ---- | --------------------------------- | ------------------------ |
| 1996 | Războiul pasiunilor               | Lia Mezenga              |
| 1997 | Anjo Mau                          | Lígia Abreu Furtado      |
| 1998 | Malhação                          | Érica                    |
| 1998 | Você Decide                       |                          |
| 1999 | Chiquinha Gonzaga                 | Marie de Paris           |
| 1999 | Força de um Desejo                | Alice Ventura            |
| 2000 | Legături de familie               | Luiza                    |
| 2001 | As Filhas da Mãe                  | Valentine Ventura        |
| 2002 | Brava Gente                       | Ana                      |
| 2003 | Femei îndrăgostite                | Estela de Azevedo Franco |
| 2004 | Celebritate                       | Tânia Nascimento         |
| 2004 | A Diarista                        | Ludmila Versoça          |
| 2005 | Prova de Amor                     | Clarice Luz              |
| 2006 | Mandrake                          | Alexia                   |
| 2006 | Vidas Opostas                     | Erínia Oliveira          |
| 2010 | A Vida Alheia                     | Mel                      |
| 2010 | As Cariocas                       | Julinha                  |
| 2010 | Afinal, o Que Querem as Mulheres? | actriță                  |
| 2011 | Insensato Coração                 | Úrsula                   |
| 2012 | As Brasileiras                    | Isabel                   |
| 2014 | As Canalhas                       | Natália                  |
| 2015 | Totalmente Demais                 | Natasha Oliver           |